# Hubertusbrunnen bei Feucht
Koordinaten: 49° 23′ 41,4″ N, 11° 14′ 33″ O
Der Hubertusbrunnen, auch Hubertusquelle genannt, ist eine Schichtquelle nahe Feucht im mittelfränkischen Landkreis Nürnberger Land in Bayern.

## Lage
Der Hubertusbrunnen befindet sich im gemeindefreien Gebiet Feuchter Forst auf etwa 396 m ü. NHN. Die kleine, im Feuerletten (Trossingen-Formation) liegende Quelle entspringt etwa 1,4 Kilometer westlich von Moosbach, einem Gemeindeteil des Marktes Feucht, und etwa 0,9 Kilometer südlich der Trasse der Bundesautobahn 6.
Die Quelle ist Bestandteil des EU-Vogelschutzgebietes-Gebiets Nürnberger Reichswald (FFH-Nr. DE-6533-471; WDPA-Nr. 555537802).

## Geschichte
Die Quelle liegt unmittelbar an dem Weg zu einem 270 m nördlich an einer Anhöhe gelegenen, abgeschiedenen Bestattungsplatz vorgeschichtlicher Zeitstellung, der als Bodendenkmal geschützt ist. Die ursprüngliche Fassung der Brunnenstube aus nur grob behauenen Bruchsteinen deutet auf eine Erbauung vor 1400 hin und wird wohl der Leichenwäsche, als Tränke für Zugtiere und zur Erfrischung der Trauergesellschaft gedient haben. Im Mittelalter geriet die Stelle in Vergessenheit, die Bestattungsplätze wurden nicht weiter genutzt und auch das bayerische Urkataster erfasste die Quelle nicht mehr. Etwa um 1850 wurde die Quelle neu gefasst. Das beim Ausbau verwendete Material ist deutlich sorgfältiger gearbeitet. Es dürfte aus dem 1,4 km westlich gelegenen, ehemaligen Steinbruch Lettensturz stammen, zu dem ein nahezu geradlinig verlaufender, ebenerdiger Höhenweg führt. Es waren wohl Materialreste, die beim Bau des 5 km südlich verlaufenden Ludwig-Donau-Main-Kanal bereits gebrochen waren, jedoch dort nicht mehr abgenommen wurden.

## Beschreibung
Die Schichtquelle hat eine geringe Schüttung, die bei großer Trockenheit ganz versiegt. Der Quellaustritt ist in Stein gefasst. Das Wasser fließt in einem kleinen Graben ab, der sich weiter abwärts im Wald verliert; letztlich läuft es dem etwa 1 Kilometer südlich gelegenen Gauchsbach zu.
Die Quelle ist ein nahtouristisches Ziel. Zu erreichen ist sie von Feucht oder Moosbach aus über einen markierten Abstecher des Wanderweges Fränkischer Dünenweg.